# Adrienne Morrison
Mabel Adrienne Morrison, född 1 mars 1883 i New York i USA, död 20 november 1940 på samma ort, var en amerikansk skådespelare. 
Adrienne Morrison var dotter till skådespelarna Rose Wood och Lewis Morrison, gift med skådespelaren Richard Bennett och mor till skådespelarna Constance, Joan och Barbara Bennett.

## Filmografi (urval)
- 1917 - The Gilded Youth
- 1916 - The Valley of Decision
- 1916 - And the Law Says
- 1916 - Philip Holden - Waster
- 1916 - The Sable Blessing
- 1914 - Damaged Goods